# Alisotrichia hispaniolina
Alisotrichia hispaniolina är en nattsländeart som beskrevs av Lazar Botosaneanu 1991. Alisotrichia hispaniolina ingår i släktet Alisotrichia och familjen smånattsländor. Inga underarter finns listade i Catalogue of Life.